# Alexander von Falkenhausen (General)

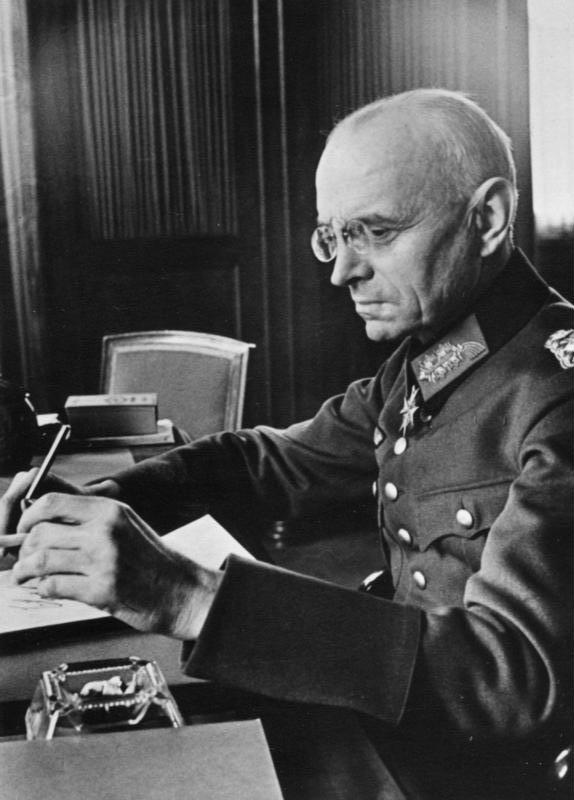
Alexander von Falkenhausen (1940)

Ernst Alexander Alfred Herrmann von Falkenhausen (* 29. Oktober 1878 auf Gut Blumenthal, Landkreis Neisse; † 31. Juli 1966 in Nassau) war ein deutscher General der Infanterie im Zweiten Weltkrieg sowie von 1940 bis 1944 Chef der Militärverwaltung von Belgien und Nordfrankreich und ein Widerstandskämpfer gegen den Nationalsozialismus.

## Leben

### Herkunft
Alexander von Falkenhausen war das zweite von sieben Kindern von Alexander Freiherr von Falkenhausen (1844–1909) und seiner Ehefrau Elisabeth, geborene Freiin Schuler von Senden (1853–1936). Sein jüngster Bruder war der spätere SA-Führer Hans-Joachim von Falkenhausen (1897–1934).

### Vorkriegszeit

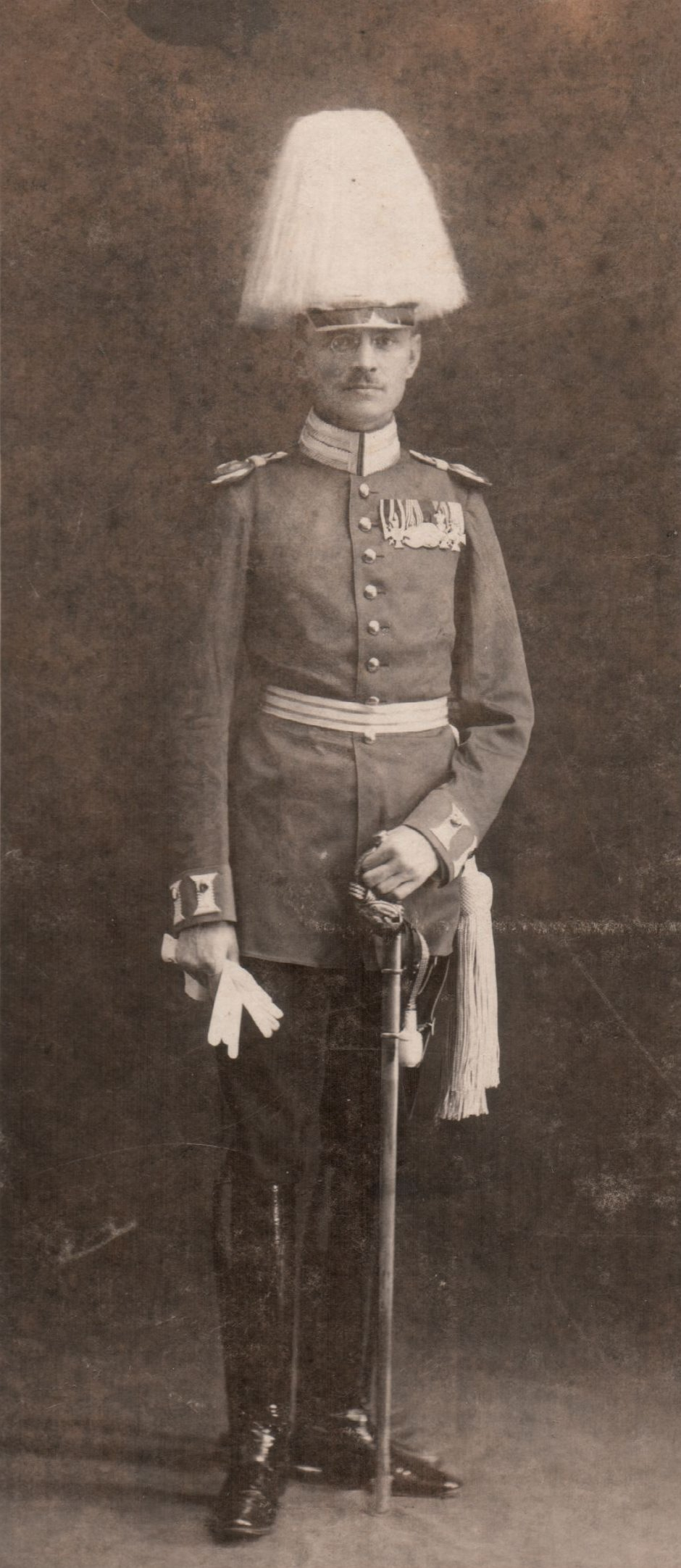
Alexander von Falkenhausen, 1911 in Nagoya

In seiner Jugend wollte Falkenhausen zunächst Entdeckungsreisender werden. Er wurde des Gymnasiums in Breslau verwiesen und besuchte daraufhin die Kadettenanstalt in Wahlstatt. Anschließend wurde er am 13. März 1897 als Sekondeleutnant dem Oldenburgischen Infanterie-Regiment Nr. 91 der Preußischen Armee in Oldenburg überwiesen. Sein erster Auslandseinsatz begann 1899, als er zur Bekämpfung des Boxeraufstandes im 3. Ostasiatischen Infanterie-Regiment nach China entsandt wurde. Zurückgekehrt heiratete er am 27. November 1904 in Oldenburg Sophie von Wedderkop, die Tochter des oldenburgischen Hausmarschalls Julius von Wedderkop. Zur weiteren Ausbildung absolvierte er ab Oktober 1904 für drei Jahre die Kriegsakademie, der sich 1908 die Abordnung und 1910 die Versetzung zum Großen Generalstab anschloss. Bis 1909 avancierte Falkenhausen zum Hauptmann. Er lernte Japanisch und wertete beim Generalstab Material über den japanischen Machtbereich in Ostasien aus. Folgerichtig wurde er ab dem 22. März 1912 als Militärattaché an der Botschaft in Tokio eingesetzt. Als Geschäftsträger der Botschaft und damit sein Vorgesetzter wirkte zu dieser Zeit Arthur Alexander Kaspar von Rex (1856–1926). Gemeinsam mit dem seit 1913 an der Botschaft in Tokio tätigen Marineattaché Korvettenkapitän Wolfram von Knorr bestand die Aufgabe beider Attachés darin, Informationen zu sammeln und zu prognostizieren, wie sich das japanische Militär in möglichen oder absehbaren Auseinandersetzungen um neue territoriale Einflusssphären verhalten könnte.

### Erster Weltkrieg
Nachdem Japan am 23. August 1914 dem Deutschen Kaiserreich den Krieg erklärt hatte, wurde die Botschaft in Tokio geschlossen. Falkenhausen wurde daraufhin von seinem Posten abberufen und kehrte nach Deutschland zurück. Hier wurde er kurzzeitig im Stab der 89. Reserve-Infanterie-Brigade verwendet und am 26. November 1914 als Generalstabsoffizier zur 31. Infanterie-Division unter Generalleutnant Albert von Berrer versetzt. Zunächst kämpfte er an der Somme (Westfront), kam dann im Januar 1915 mit seinem Großverband nach Ostpreußen und nahm hier im Februar an der Winterschlacht in Masuren teil. Nachdem Falkenhausen am 22. März 1915 Major geworden war, wurde er an der Ostfront bei den Schlachten am Njemen und bei Wilna verwendet. Am 14. November 1915 kehrte er mit der Versetzung als Generalstabsoffizier der 5. Armee an die Westfront zurück. Hier koordinierte er den Nachschub für die Schlacht um Verdun.
Am 9. Mai 1916 wurde Falkenhausen zur Deutschen Militärmission in die Türkei abkommandiert und dort am 29. Mai zum Chef des Generalstabs der Etappen-Inspektion der 2. Osmanischen Armee ernannt. Hier lernte er auch seinen späteren Freund Franz von Papen (1879–1969) kennen. Am Neujahrstag 1917 wurde er als osmanischer Oberstleutnant zum Inspekteur dieser Inspektion ernannt. Mit der Bildung der Heeresgruppe Kaukasus, die die 1. und 2. Osmanische Armee umfasste, wurde Falkenhausen am 26. März 1917 zum Chef des Generalstabs unter Marschall Ahmed İzzet Pascha ernannt. Von diesem Posten wurde er am 11. Juni 1917 mit der Ernennung zum Chef des Generalstabs der 7. Osmanischen Armee abberufen und kam an die Palästinafront. Für seine Leistungen, die zum Sieg in den beiden Jordan-Schlachten im März und Mai 1918 gegen britische Truppen beitrugen, erhielt er von Kaiser Wilhelm II. am 7. Mai 1918 die höchste preußische Tapferkeitsauszeichnung, den Orden Pour le Mérite. Kurz vor Kriegsende wurde er am 1. Oktober 1918 noch mit der Wahrnehmung der Geschäfte als deutscher Militärbevollmächtigter in Konstantinopel beauftragt. Er nahm diesen Aufgabenbereich nach der Kapitulation und der Novemberrevolution bis Anfang Mai 1919 wahr.

### Zwischenkriegszeit

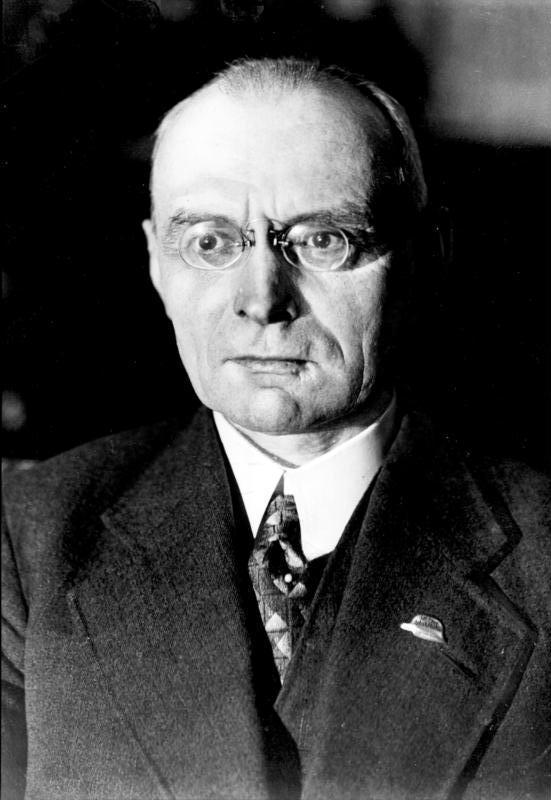
Alexander von Falkenhausen (1933)

In der Weimarer Republik diente Falkenhausen in der Reichswehr in verschiedenen Funktionen. Als Beauftragter des Reichswehrministeriums war er unter anderem an den Verhandlungen mit Polen über die deutsche Ostgrenze (vermutlich auch über den Polnischen Korridor) beteiligt und löste die Marinebrigade Ehrhardt mit auf. Ab 1. Februar 1921 wurde er als Chef des Stabes des Erziehungs- und Bildungswesen des Heeres eingesetzt und wechselte ein Jahr später auf den Posten des Stabschefs der 6. Division der Reichswehr. Zum Oberst wurde er am 1. April 1924 befördert. Am 1. Februar 1925 wurde Falkenhausen Kommandeur des 10. (Sächsischen) Infanterie-Regiments und war anschließend vom 1. Februar 1927 bis 31. Januar 1930 Kommandeur der Infanterieschule in der Dresdener Albertstadt. Dort war er bereits Generalleutnant. Am 31. Januar 1930 wurde er wegen vermeintlicher nationalsozialistischer Vorgänge in der Reichswehr, mit denen er jedoch nichts zu tun hatte, entlassen. Nach dem vorläufigen Ende seiner militärischen Karriere wurde Falkenhausen Mitglied der DNVP. Außerdem trat er dem Stahlhelm bei und bemühte sich vergeblich gegen dessen spätere Eingliederung in die SA.
Im März 1934 wurde Falkenhausen der Charakter als General der Infanterie verliehen. Er ging im Folgemonat als Militärberater Chiang Kai-sheks nach China, wo er Nachfolger des ihm aus der Zeit in türkischen Diensten bekannten und befreundeten Hans von Seeckt wurde. Falkenhausen unterstützte Chiang Kai-shek beim Aufbau der nationalchinesischen Armee. Beide hatten im Ausland in Japan studiert, und sie sprachen japanisch miteinander. Als Chef der deutschen Militärmission arbeitete er für die Modernisierung der chinesischen Armee und führte im September 1937 in der Zweiten Schlacht um Shanghai die ihm unterstellten Truppen in Luodian gegen die Japaner. Die deutsche Politik in Fernost schwankte damals noch zwischen einer Allianz mit China, das groß, nicht organisiert und von wechselnden Bürgerkriegen zerrissen war, oder mit Japan, dem Gegner im letzten Weltkrieg. Einflussreiche Kreise der deutschen Diplomaten hielten das Bündnis mit China für dem deutschen Interesse entsprechender, auch deswegen, weil das Land über erhebliche Rohstoffreserven verfügte, die für die deutsche Industrie von Interesse waren. Doch setzte sich schließlich Joachim von Ribbentrops Fraktion durch, die auch die ideologische Nähe zu Japan suchte. So wurden die deutsche Militärmission unter Falkenhausen und die Vertreter der deutsch-chinesischen Militärhilfsgesellschaft 1938 von Joachim von Ribbentrop unter Androhung familiärer Repressalien gezwungen, ins Reich zurückzukehren.
Nach seiner Rückkehr 1938 aus China – inzwischen war Deutschland gleichgeschaltet – erfuhr er die eigentlichen Hintergründe zum Tod seines Bruders Hans Joachim von Falkenhausen, der im Rahmen des Röhm-Putsches am 30. Juni 1934 ermordet worden war. Er nahm in diesem Zeitraum Kontakt mit Regimegegnern wie Franz Halder und anderen auf.

### Zweiter Weltkrieg
Am 10. Juli 1939 wurde Falkenhausen eingezogen (er meldete sich nicht freiwillig). So wurde er ab 28. August 1939 Befehlshaber des Stellvertretenden Generalkommandos im Wehrkreis IV (Dresden). Am 12. Mai 1940 erfuhr er, dass er Militärbefehlshaber der Niederlande und von Teilen Belgiens werden sollte. Am 27. Mai wurde er benachrichtigt, dass Seyß-Inquart zum Reichskommissar, General Christiansen zum Wehrmachtsbefehlshaber in den besetzten Niederlanden ernannt seien. Am folgenden Tag trafen sie in Den Haag ein und drängten auf sofortige Übergabe der Geschäfte.  Vom 22. Mai 1940 bis 15. Juli 1944 war er Befehlshaber der Militärverwaltung in Belgien und Nordfrankreich. In dieser Rolle war er – trotz vorherigen Widerstands gegen die Judenverfolgung – mitverantwortlich für die Deportation von Juden sowie Sinti und Roma, die Arisierung ihres Vermögens und für Geiselerschießungen. 1942 wurden 200 belgische Bürger von Kommando-Gerichten zum Tode verurteilt und auch hingerichtet, 1943 waren es 423 und 1944 290.
Falkenhausen versuchte, die Deportation von belgischen Juden und Zwangsarbeitern zu verhindern oder zu verzögern. Er hatte inzwischen feste Verbindungen zum deutschen Widerstand hergestellt und war mit Helmuth James Graf von Moltke, Ulrich von Hassell und Carl-Heinrich von Stülpnagel eng befreundet.
Am Tag des Attentats vom 20. Juli 1944 versuchte Falkenhausen, obwohl er einige Tage zuvor seines Kommandos enthoben worden war, den Oberbefehlshaber West, Generalfeldmarschall Günther von Kluge, anzurufen und zu überzeugen, die Front für die alliierten Verbände in der Normandie zu öffnen und den Krieg so zu beenden. Nachdem das Attentat jedoch fehlgeschlagen war, traf die Antwort ein: „jetzt, wo das Schwein nicht tot ist, kann ich nichts machen.“  Noch am 20. Juli wurde Falkenhausen außer Dienst gestellt und seine Mobilmachungsbestimmung wegen des Verdachts der Beteiligung am Attentat aufgehoben. Am 18. Juli 1944 befahl Adolf Hitler, die Militärverwaltung an eine zivile SS-Verwaltung zu übertragen.
Wegen seiner Verbindungen zu den Attentätern des 20. Juli 1944 wurde Falkenhausen einige Tage später verhaftet und von der SS in den Konzentrationslagern Buchenwald und Dachau in der „Prominentenbaracke“ gefangengehalten. Mangels Beweismaterials wurde er nicht vor Gericht gestellt. Am 24. April 1945 wurde er gemeinsam mit weiteren 138 prominenten Insassen nach Niederdorf (Südtirol) transportiert. Diesen Transport befreite Wichard von Alvensleben als Hauptmann der Wehrmacht am 30. April 1945 (siehe Befreiung der SS-Geiseln in Südtirol).

### Nach Kriegsende
Am 4. Mai 1945 wurden die befreiten SS-Geiseln von US-Truppen übernommen. Falkenhausen wurde erneut interniert, diesmal als Kriegsgefangener, und saß in verschiedenen Lagern und Gefängnissen ein. Er war ein Zeuge bei den Nürnberger Prozessen. Sein belgischer Verteidiger kritisierte: „Das Gericht ist nicht dazu da, über Deutschland oder das Dritte Reich zu urteilen, sondern über von Falkenhausen, der keinerlei moralische Verantwortung für die Schrecken des Nazi-Regimes trägt. Es ist sicher, daß er alles tat, um die Greuel des Nazi-Regimes abzuwenden, zu dem er sich politisch in Gegnerschaft befand.“

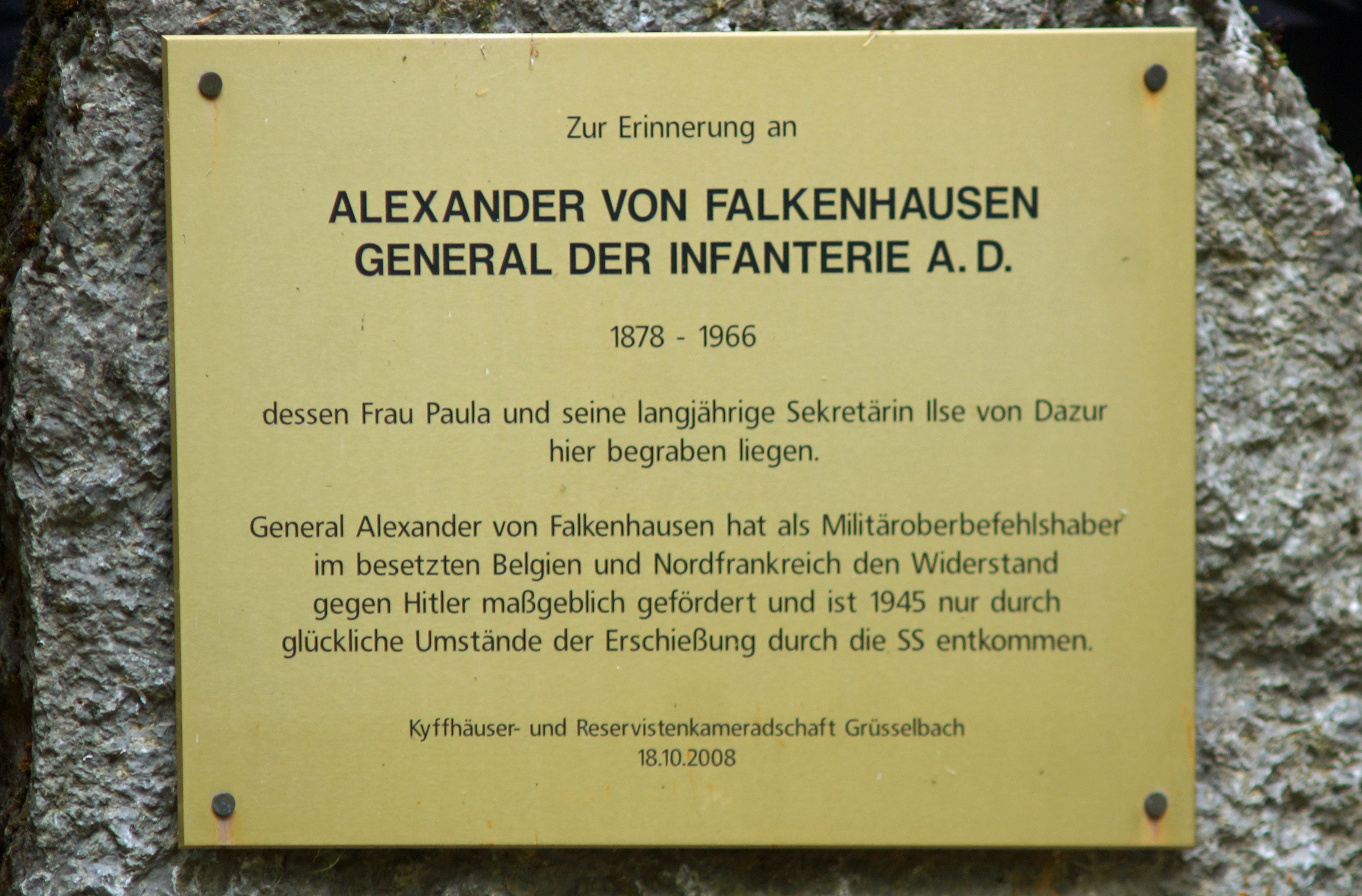
Gedenkplatte zur Erinnerung an Alexander von Falkenhausen am Waldfriedhof bei Grüsselbach

Am 7. Februar 1951 wurde Falkenhausen, trotz seines Alters von 72 Jahren, zu zwölf Jahren Zwangsarbeit verurteilt. Er wurde bereits nach drei Wochen Haft freigelassen und nach Deutschland abgeschoben. Seine Frau erlebte Falkenhausens Freilassung nicht mehr, sie war bereits 1950 gestorben. 1953 erhielt Falkenhausen von Chiang Kai-shek einen Scheck über 12.000 US-Dollar als Anerkennung für seine militärischen Beratungsleistungen in China. Er lebte zunächst nahe der damaligen innerdeutschen Grenze im Anwesen seines Freundes Franz von Papen nahe Grüsselbach und dann – weil man eine Entführung durch ostdeutsche Agenten befürchtete – bis zu seinem Tod in Nassau an der Lahn.
1960 heiratete er Cécile Vent (1906–1977), eine ehemalige belgische Widerstandskämpferin, die er während seiner Haftzeit 1948 kennengelernt hatte, als sie der Verwaltungskommission der Gefängnisse von Verviers angehörte.

## Auszeichnungen
- Kronen-Orden IV. Klasse mit Schwertern[18]
- Ritterkreuz II. Klasse des Friedrichs-Ordens mit Schwertern[18]
- Eisernes Kreuz (1914) II. und I. Klasse[18]
- Ritterkreuz des Königlichen Hausordens von Hohenzollern mit Schwertern[18]
- Ehren- und Rechtsritter des Johanniter-Ordens[18]
- Preußisches Dienstauszeichnungskreuz[18]
- Bayerischer Militärverdienstorden III. Klasse mit Schwertern[18]
- Ritterkreuz des Ordens der Württembergischen Krone mit Schwertern[18]
- Ehrenritterkreuz I. Klasse des Haus- und Verdienstordens des Herzogs Peter Friedrich Ludwig mit Schwertern und Lorbeer[18]
- Friedrich-August-Kreuz II. und I. Klasse[18]
- Hessische Tapferkeitsmedaille[18]
- Hanseatenkreuz Hamburg[18]
- Orden der Eisernen Krone III. Klasse mit Kriegsdekoration[18]
- Österreichisches Militärverdienstkreuz III. Klasse mit Kriegsdekoration[18]
- Osmanje-Orden III. Klasse mit Säbel[18]
- Mecidiye-Orden II. Klasse mit Säbel[18]
- Imtiaz-Medaille in Silber mit Säbel[18]
- Liakat-Medaille in Gold mit Säbel[18]
- Eiserner Halbmond[18]
- Pour le Mérite[18]
- Wehrmacht-Dienstauszeichnung
- Kriegsverdienstkreuz (1939) II. und I. Klasse mit Schwertern
- Deutsches Kreuz in Silber am 20. April 1943[19]

## Schriften
- Mémoires d’outre-guerre (extraits). Comment j’ai gouverné la Belgique de 1940 à 1944. Bruxelles 1974.
- Was ich dachte und was ich tat. In: Die Zeit, Nr. 17, 1950.